# Iodure de benzyle
Le iodure de benzyle est un halogénure aromatique de formule brute C7H7I.